# Espai proper

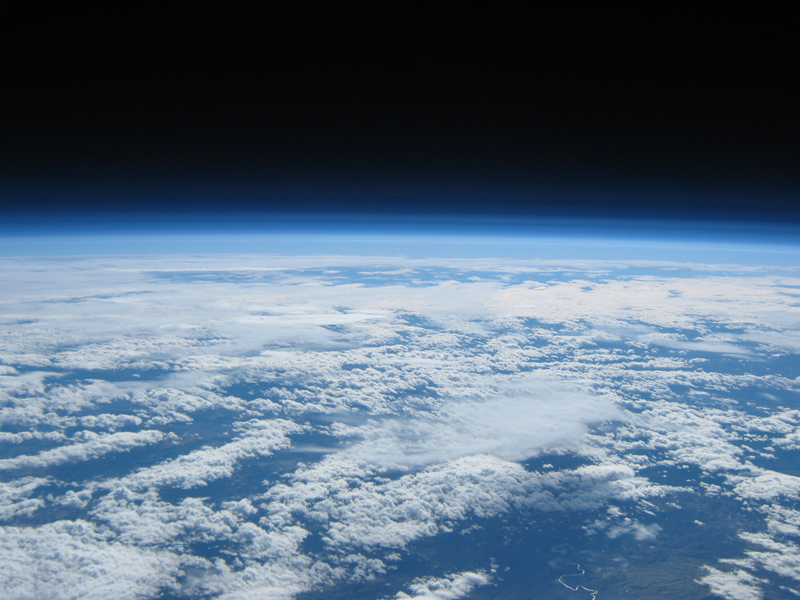
La Terra des d'aproximadament 30.000 m sobre Oregon, Estats Units.

L'espai proper és la regió de l'atmosfera terrestre que queda entre 20 i 100 km per sobre del nivell del mar, que abasta l'estratosfera, mesosfera, i la termosfera inferior. S'estén aproximadament des de la línia d'Armstrong per sobre del qual els éssers humans necessiten un vestit de pressió per sobreviure, fins a la línia de Kármán on l'astrodinàmica ha de prendre el relleu de l'aerodinàmica per tal d'assolir el vol. La definició d'espai proper pot variar depenent de la font, però generalment el terme comprèn les altituds per sobre d'on els aviació comercial vola però per sota dels satèl·lits orbitadors.
Els termes "proper a l'espai" i "atmosfera superior" generalment es consideren sinònims. No obstant això, algunes fonts distingeixen entre els dos. La distinció es fa, que només en les capes més properes a la línia de Karman són anomenades properes a l'espai, mentre que només les capes restants entre l'atmosfera inferior i l'espai proper són anomenades atmosfera superior.

## Exploració
El terme va ser explorat originalment en la dècada de 1930. Els primers vols van volar fins a la vora de l'espai sense ordinadors, vestits espacials, i només amb sistemes de suport vital en cru. Persones notables que van volar a l'espai proper van ser Jean Piccard i la seva dona Jeannette, en el vehicle The Century of Progress. Més tard, l'exploració es va portar a terme principalment per vehicles no tripulats, tot i que hi ha hagut intents de paracaigudisme fets des de globus de gran altitud.

## Usos de l'espai proper
L'àrea és d'interès per a fins de vigilància militar, l'estudi científic, així com als interessos comercials de les comunicacions, i el turisme. L'ofici de volar en l'espai proper pot incloure globus d'alta altitud, dirigibles no rígids, rockoons, coets sonda, i l'aeronau Lockheed U-2. La regió ha estat d'interès per als viatges espacials. Els primers intents utilitzen un vehicle conegut com a rockoon per arribar a altituds extremes i òrbita. Aquests encara s'utilitzen avui en dia pels coets sonda.
Van ser proposades les estacions de plataforma d'alta altitud per a aplicacions com ara relés de comunicació. Hi ha hagut un ressorgiment de l'interès en l'espai proper per llançar naus espacials tripulades. Grups com ARCASPACE, així com el da Vinci Project estan planejant el llançament de vehicles tripulats espacials suborbitals de globus de gran altitud. JP Aerospace té una proposta de port espacial en l'espai proper, com a part del seu programa Airship to Orbit.

### Globus d'alta altitud
L'espai proper ha estat utilitzat per al vol en globus de caràcter científic, per a aplicacions com ara l'astronomia submilimétrica. Els globus de gran altitud sovint són impulsats pels estudiants i pels grups d'aficionats a altituds de l'ordre de 30.000 m, tant per a fins científics i educatius.

## Fenòmens a l'espai proper
- Aurora polar
- Airglow
- Núvol noctilucent
- Descàrrega super-atmosfèrica
- Capa d'ozó
- Ionosfera